# Anema (placuszek)
Anema Nyl. ex Forssell  (placuszek) – rodzaj grzybów z rodziny Lichinaceae. Ze względu na współżycie z glonami zaliczany jest do grupy  porostów.

## Systematyka i nazewnictwo
Pozycja w klasyfikacji według Index Fungorum: Lichinaceae, Lichinales, Incertae sedis, Lichinomycetes, Pezizomycotina, Ascomycota, Fungi.
Synonimy nazwy naukowej: Omphalaria A. Massal.
Nazwa polska według W.Fałtynowicza.

## Gatunki występujące w Polsce
- Anema cernohorskyi (Servít) Henssen 1990 – placuszek Cernohorskyego
- Anema decipiens (A. Massal.) Forssell 1885 – placuszek zwodniczy

Nazwy naukowe na podstawie Index Fungorum (obydwa nie zostały jeszcze zweryfikowane). Nazwy polskie według checklist Fałtynowicza.